# San Agustín (Usulután)
San Agustín è un comune del dipartimento di Usulután, in El Salvador.